# ژواکیم فیوزا
ژواکیم فیوزا (پرتغالی: Joaquim Fiúza; ۸ فوریهٔ ۱۹۰۸ – ۴ مارس ۲۰۱۰) قایقران قایق بادبانی اهل پرتغال بود.